# Pseudolaelia citrina
Pseudolaelia citrina är en orkidéart som beskrevs av Guido Frederico João Pabst. Pseudolaelia citrina ingår i släktet Pseudolaelia och familjen orkidéer. Inga underarter finns listade i Catalogue of Life.